# Barreda (Pesaguero)
Barreda es una localidad española del municipio de Pesaguero, perteneciente a la comunidad autónoma de Cantabria.

## Geografía
La localidad está situada a 645 m s. n. m. y a 1,5 kilómetros de la capital municipal, Pesaguero.

## Historia
Hacia mediados del siglo XIX, el lugar, ya por entonces perteneciente al municipio de Pesaguero y con los barrios de Dosamantes y Obargo en su término, tenía contabilizada una población de 160 habitantes. Aparece descrito en el cuarto volumen del Diccionario geográfico-estadístico-histórico de España y sus posesiones de Ultramar de Pascual Madoz con las siguientes palabras:

BARREDA: l. en la prov. de Santander (20 leg.), part. jud. de Potes (2), dióc. de Leon (22). aud. terr. y c. g. de Burgos (20); se compone de 3 barrios ó ald., que son: el citado Barreda, Dosamantes y Obargo, con los que formaba el conc. de su nombre; en la actualidad corresponde al ayunt. de Paguero: el 1.º está sit. en la ladera ó vertiente de la der. del r. Bullon, ó sea de Valdeprado, en un pedazo de terreno entre ellano, que forma la montaña con esposicion al N. y O.; el 2.º se halla en la misma ladera al S. de Barreda, en punto mas bajo y no tan despejado, y cerca del camino que corre por el valle de Valdeprado; y el 3.º á mayor altura que el primero, en sitio solitario, aunque tambien bastante ventilado, encontrándose en tal disposicion, que desde el uno no se descubren los otros; gozan de clima sano, sin que se conozcan comunmente otras enfermedades que dolores de costado y fiebres catarrales; cuentan 40 casas pobres, mal distribuidas, y por lo general aisladas, aunque formando grupos de pobl. sin órden ni regularidad. En la ald. de Barreda hay escuela en la temporada de invierno, la que alguna vez se ha querido estacionar en la igl. en un portal cerrado que tiene á la parte del S. para abrigo de las gentes en dicha estacion mientras se reunen para los divinos oficios; la dotacion del maestro suele ser de 100 rs., y 1 ó 2 rs. y una torta ó pan de 2 libras mensuales por cada uno de los 15 niños que á ella concurren; la igl. parr. está sit. entre los tres barrios, dist. como medio cuarto de hora de cada uno de ellos; es edificio no muy ant., aunque de poca consideracion, habiendo sido construido á espensas de la casa del duque del Infantado; está dedicada á la Sta. Cruz cuya fiesta se celebra el dia 16 de julio; el curato es perpétuo y de libre presentacion del citado duque del Infantado. En el barrio de Obargo hay una ermita bajo la advocacion de Santa Cecilia que tuvo algunos bienes raices, pero se vendieron con aprobacion del diocesano para construir una casa rectoral en Barreda, con motivo de haber quemado los franceses en la guerra de la Independencia la que habitaba el cura párroco. En el antedicho punto existe otra ermita dedicada á San Antonio de Padua, de capellania particular, en la cual es donde de ordinario se dice misa en los dias no festivos, á causa de la mayor dist. de la igl. parr.: en los 3 barrios hay fuentes para el consumo del vecindario, si bien ninguna es muy abundante. Confina el térm., N. Lerones, E. Pesaguero, S. Bendejo, y O. Lomeña; el terreno es todo montuoso, y la mayor parte arcilloso, con mucha piedra, descansando generalmente sobre un fondo de castro ó cayuela, en parages muy dura. Los montes forman grandes cord. y se hallan poblados de árboles de encina, roble, haya y otras varias especies, para cuya conservacion y fomento no se pone ningun cuidado, antes bien se destruye incesantemente; en el barrio de Obargo fructifica el nogal, y en el de Dosamantes se da bien la vid, aunque su fruto no es muy sazonado. El r. Bullon corre por el térm. de este l., y sobre él hay un puente de piedra algo deteriorado para pasar á Lomeña, y otro tambien de piedra, llamado de Robullon para el tránsito del camino que viene de Castilla, que atraviesa todo el valle de Valdeprado. En las inmediaciones de Barredo se encuentra un arroyo titulado el Arrual; no es muy abundante, pero sí de curso perenne, regando con sus aguas algunos prados y hortalizas; tiene un puente de piedra que denominan de Peña-Corbel, por llamarse asi una peña que se eleva en aquel sitio; los caminos son de pueblo á pueblo, malos, estrechos y descuidados, sin embargo de lo cual sirven para carros de bueyes, y la correspondencia se recibe en Potes; prod.: trigo, centeno, cebada, maiz y toda clase de legumbres de muy buena calidad; ganado vacuno y caballar, y caza de liebres, perdices, palomas torcaces, corzos, lobos, osos y jabalies, y pesca de truchas y anguilas; ind.: 3 molinos harineros, los 2 de 2 piedras pequeñas, y el otro de una: tambien se dedican á la construccion de ruedas, carros y preparacion de otras maderas que conducen á Castilla reportando trigo: pobl.: 40 vec., 160 alm.; cont.r: con el ayuntamiento.
(Madoz, 1846, p. 42)

En 2024, la entidad singular de población de Barreda tenía empadronados 46 habitantes, todos ellos en el núcleo de población de ese nombre.

## Patrimonio
Hay en la localidad una iglesia de la Santa Cruz.